# Cabañas Raras
Cabañas Raras ist eine Gemeinde mit 1.302 Einwohnern (Stand: 2024) im nordwestlichen Zentral-Spanien in der Provinz León in der Autonomen Gemeinschaft Kastilien-León. Die Gemeinde besteht neben dem Hauptort Cabañas Raras aus der Ortschaft Cortiguera.

## Geografie
Cabañas Raras liegt etwa 110 Kilometer westlich von León in einer Höhe von ca. 555 m. 

## Bevölkerungsentwicklung
| Jahr        | 1900 | 1950 | 1970 | 1981 | 1991 | 2001 | 2011 | 2021 |
| ----------- | ---- | ---- | ---- | ---- | ---- | ---- | ---- | ---- |
| Einwohner   | 963  | 1270 | 1198 | 1086 | 1368 | 1316 | 1310 | 1331 |
| Quelle: INE |      |      |      |      |      |      |      |      |

## Sehenswürdigkeiten
- Annenkirche in Cabañas Raras
- Martinskirche in Cortiguera

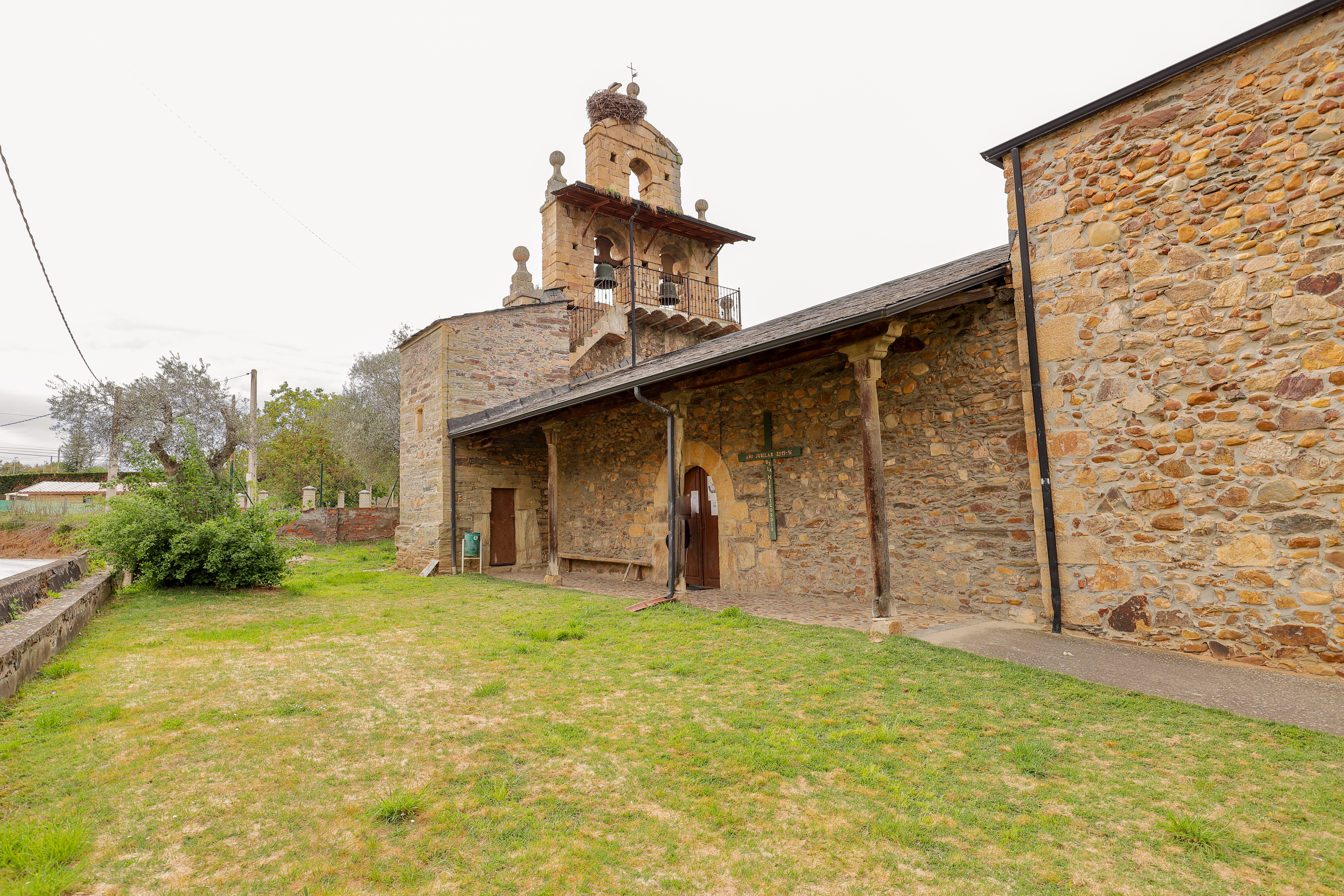
Martinskirche